# Сурі-Гленвуд
Сурі-Гленвуд (англ. Souris-Glenwood) — муніципалітет в Канаді, у провінції Манітоба.

## Населення
За даними перепису 2016 року, муніципалітет нараховував 2562 особи, показавши зростання на 5,0%, порівняно з 2011-м роком. Середня густина населення становила 4,4 осіб/км².
З офіційних мов обидвома одночасно володіли 70 жителів, тільки англійською — 2 425, а 15 — жодною з них. Усього 320 осіб вважали рідною мовою не одну з офіційних, з них 10 — українську.
Працездатне населення становило 66,9% усього населення, рівень безробіття — 7,1% (5,3% серед чоловіків та 8,9% серед жінок). 83,1% осіб були найманими працівниками, а 16,5% — самозайнятими.
Середній дохід на особу становив $41 023 (медіана $36 006), при цьому для чоловіків — $51 463, а для жінок $31 663 (медіани — $45 099 та $29 632 відповідно).
32% мешканців мали закінчену шкільну освіту, не мали закінченої шкільної освіти — 20,7%, 47,2% мали післяшкільну освіту, з яких 25,6% мали диплом бакалавра, або вищий.
| Статево-вікова структура населення | Статево-вікова структура населення | Статево-вікова структура населення | Статево-вікова структура населення | Статево-вікова структура населення |
| ---------------------------------- | ---------------------------------- | ---------------------------------- | ---------------------------------- | ---------------------------------- |
|                                    |                                    |                                    |                                    |                                    |
| Всього                             | Всього                             | 48,7%51,3%                         |                                    |                                    |
| 0 — 14 років                       | 0 — 14 років                       |                                    | 17,7%                              | 17,7%                              |
| 15 — 64 років                      | 15 — 64 років                      |                                    | 61%                                | 61%                                |
| 65 і більше                        | 65 і більше                        |                                    | 21,2%                              | 21,2%                              |
| 85 і більше                        | 85 і більше                        |                                    | 4,5%                               | 4,5%                               |
| Середній вік (років)               | Середній вік (років)               | 40,844,3                           | 42,6                               | 42,6                               |
| Медіана (років)                    | Медіана (років)                    | 39,044,8                           | 41,9                               | 41,9                               |
| — чоловіки — жінки                 |                                    |                                    |                                    |                                    |

| Походження мешканців:     | Походження мешканців:     | Походження мешканців: | Походження мешканців: | Походження мешканців: |
| ------------------------- | ------------------------- | --------------------- | --------------------- | --------------------- |
| Походження                |                           |                       | осіб                  | %                     |
| Корінні американці        | Корінні американці        |                       | 165                   | 7.07%                 |
| Інше північноамериканське | Інше північноамериканське |                       | 550                   | 23.55%                |
| Європейське               | Європейське               |                       | 1 845                 | 79.01%                |
| британське                | британське                |                       | 1 360                 | 58.24%                |
| французьке                | французьке                |                       | 210                   | 8.99%                 |
| українське                | українське                |                       | 310                   | 13.28%                |
| Латинськоамериканське     | Латинськоамериканське     |                       | 35                    | 1.5%                  |
| Карибське                 | Карибське                 |                       | 10                    | 0.43%                 |
| Африканське               | Африканське               |                       | 10                    | 0.43%                 |
| Азійське                  | Азійське                  |                       | 125                   | 5.35%                 |

| Зайнятість населення за галузями (за класифікацією NOC): | Зайнятість населення за галузями (за класифікацією NOC): | Зайнятість населення за галузями (за класифікацією NOC): | Зайнятість населення за галузями (за класифікацією NOC): | Зайнятість населення за галузями (за класифікацією NOC): |
| -------------------------------------------------------- | -------------------------------------------------------- | -------------------------------------------------------- | -------------------------------------------------------- | -------------------------------------------------------- |
|                                                          |                                                          |                                                          |                                                          |                                                          |
| Управління                                               | Управління                                               |                                                          | 13,4%                                                    | 13,4%                                                    |
| Бізнес, фінанси та адміністрування                       | Бізнес, фінанси та адміністрування                       |                                                          | 16,5%                                                    | 16,5%                                                    |
| Природничі та прикладні науки                            | Природничі та прикладні науки                            |                                                          | 3,1%                                                     | 3,1%                                                     |
| Охорона здоров'я                                         | Охорона здоров'я                                         |                                                          | 10,2%                                                    | 10,2%                                                    |
| Освіта, правозахист, муніципальні та урядові служби      | Освіта, правозахист, муніципальні та урядові служби      |                                                          | 9,8%                                                     | 9,8%                                                     |
| Роздрібна торгівля та послуги                            | Роздрібна торгівля та послуги                            |                                                          | 18,5%                                                    | 18,5%                                                    |
| Гуртова торгівля, транспорт та обладнання                | Гуртова торгівля, транспорт та обладнання                |                                                          | 15,7%                                                    | 15,7%                                                    |
| Природні ресурси, сільське господарство                  | Природні ресурси, сільське господарство                  |                                                          | 9,1%                                                     | 9,1%                                                     |
| Виробництво                                              | Виробництво                                              |                                                          | 2,8%                                                     | 2,8%                                                     |

## Клімат
Середня річна температура становить 2,8°C, середня максимальна – 23,9°C, а середня мінімальна – -23,8°C. Середня річна кількість опадів – 509 мм.
| Клімат поселення                              | Клімат поселення | Клімат поселення | Клімат поселення | Клімат поселення | Клімат поселення | Клімат поселення | Клімат поселення | Клімат поселення | Клімат поселення | Клімат поселення | Клімат поселення | Клімат поселення | Клімат поселення |
| Показник                                      | Січ.             | Лют.             | Бер.             | Квіт.            | Трав.            | Черв.            | Лип.             | Серп.            | Вер.             | Жовт.            | Лист.            | Груд.            |                  |
| Середній максимум, °C                         | −10,42           | −6,22            | 0,30             | 10,31            | 18,34            | 23,50            | 23,94            | 23,30            | 17,60            | 10,53            | 0,44             | −8,63            |                  |
| Середня температура, °C                       | −17,09           | −12,9            | −6,36            | 3,62             | 11,65            | 16,83            | 18,98            | 18,32            | 12,68            | 5,60             | −4,5             | −13,57           |                  |
| Середній мінімум, °C                          | −23,78           | −19,59           | −13,04           | −3,04            | 4,98             | 10,16            | 14,06            | 13,39            | 7,74             | 0,69             | −9,42            | −18,51           |                  |
| Норма опадів, мм                              | 23               | 18               | 26               | 27               | 65               | 86               | 76               | 60               | 42               | 35               | 25               | 26               |                  |
| Середньомісячна швидкість вітру, м/с          | 4.20             | 4.20             | 4.30             | 4.50             | 4.70             | 4.10             | 3.52             | 3.70             | 4.09             | 4.30             | 4.20             | 4.15             |                  |
| Середньомісячна сонячна радіація, кДж/м²·день | 4158             | 7491             | 12720            | 17150            | 20202            | 21474            | 22195            | 18843            | 13254            | 8058             | 4323             | 3257             |                  |
| --------------------------------------------- | ---------------- | ---------------- | ---------------- | ---------------- | ---------------- | ---------------- | ---------------- | ---------------- | ---------------- | ---------------- | ---------------- | ---------------- | ---------------- |
| Джерело:                                      |                  |                  |                  |                  |                  |                  |                  |                  |                  |                  |                  |                  |                  |